# DAF YA-414
De DAF YA-414 is een prototype van een viertons, vierwiel aangedreven militaire vrachtauto, die is afgeleid van de DAF YA-314, een drietons vrachtauto bij de Nederlandse krijgsmacht.

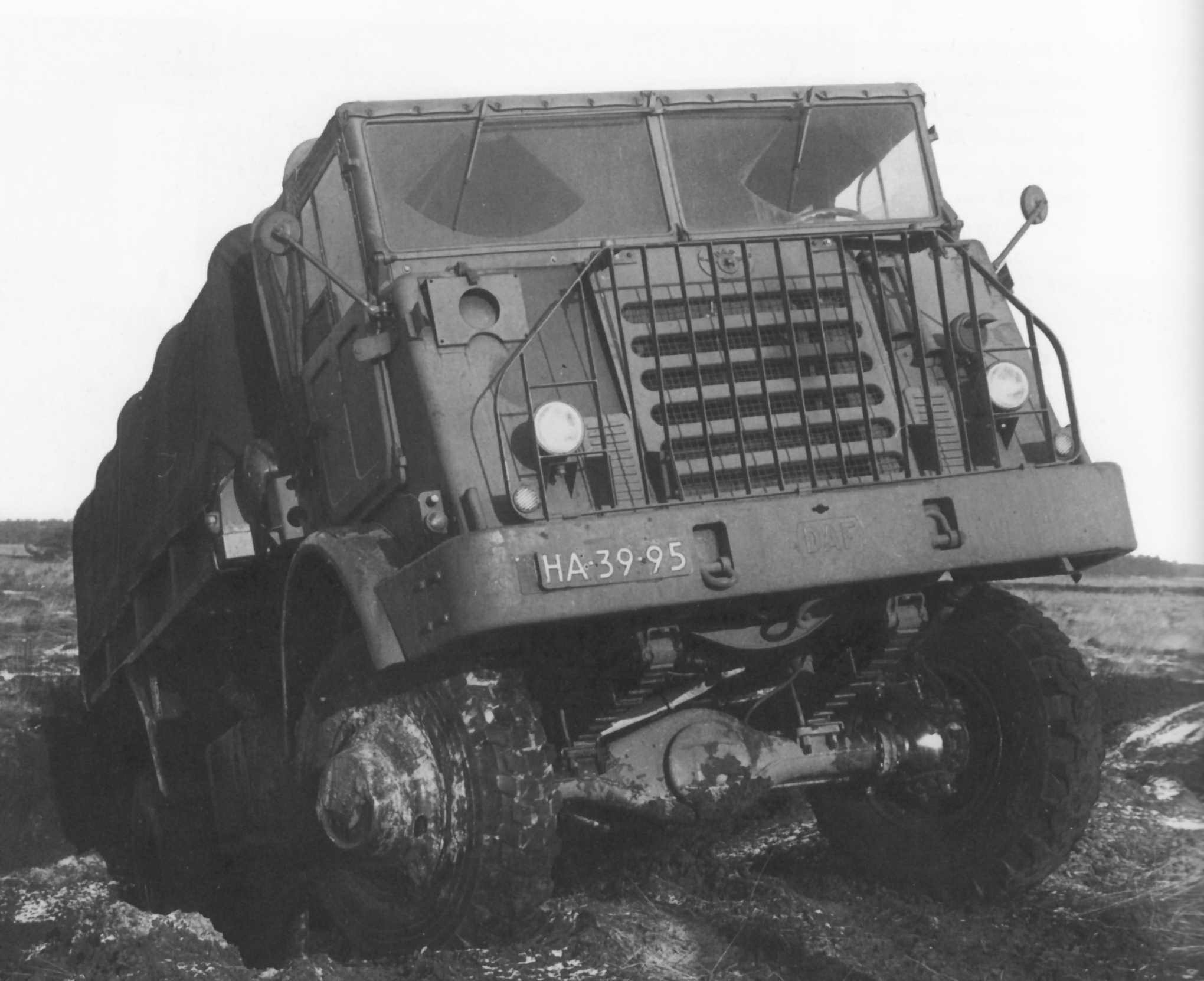
YA 414-prototype van de Pegaso 3020.

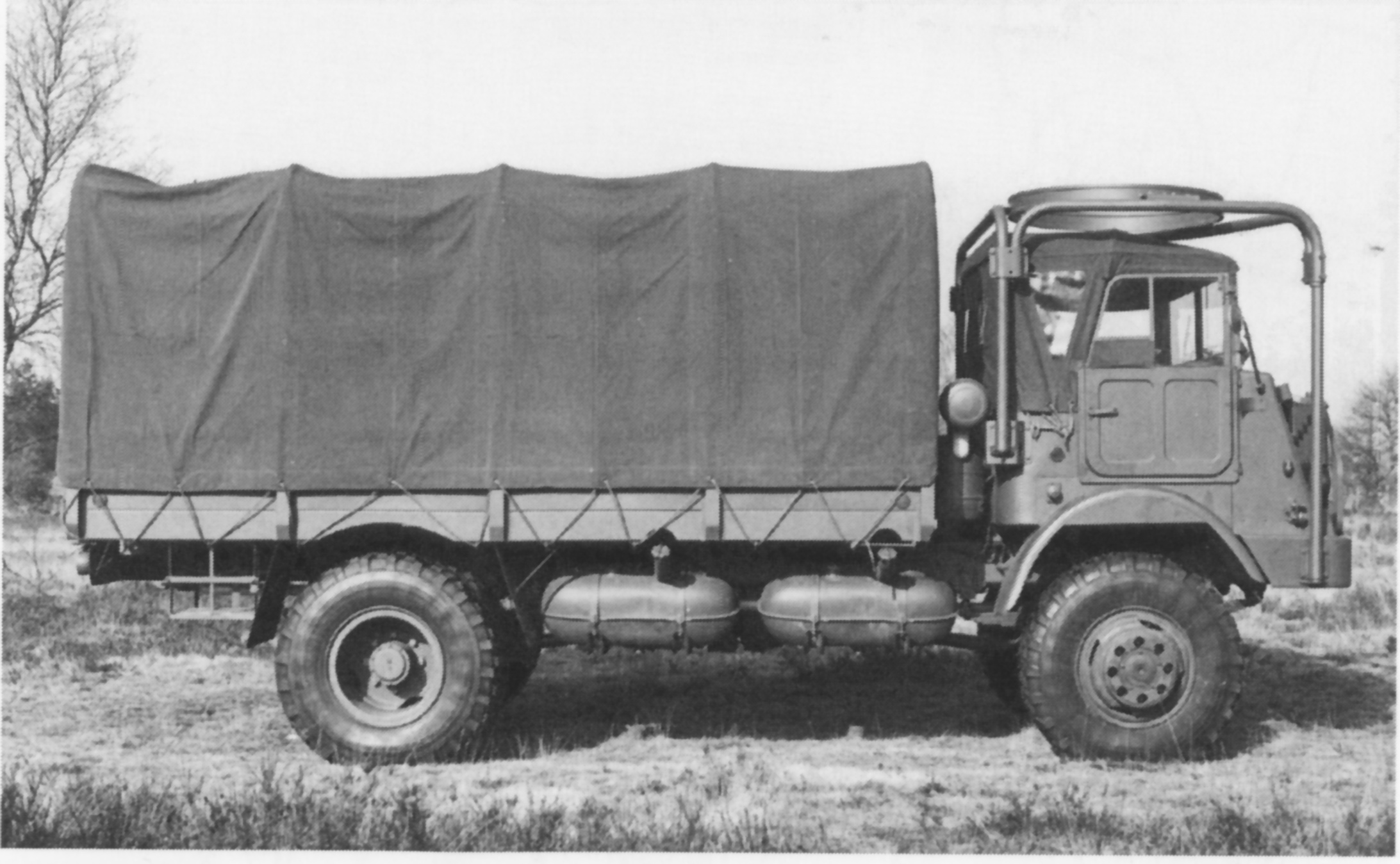
YA 414-prototype van de Pegaso 3045D.

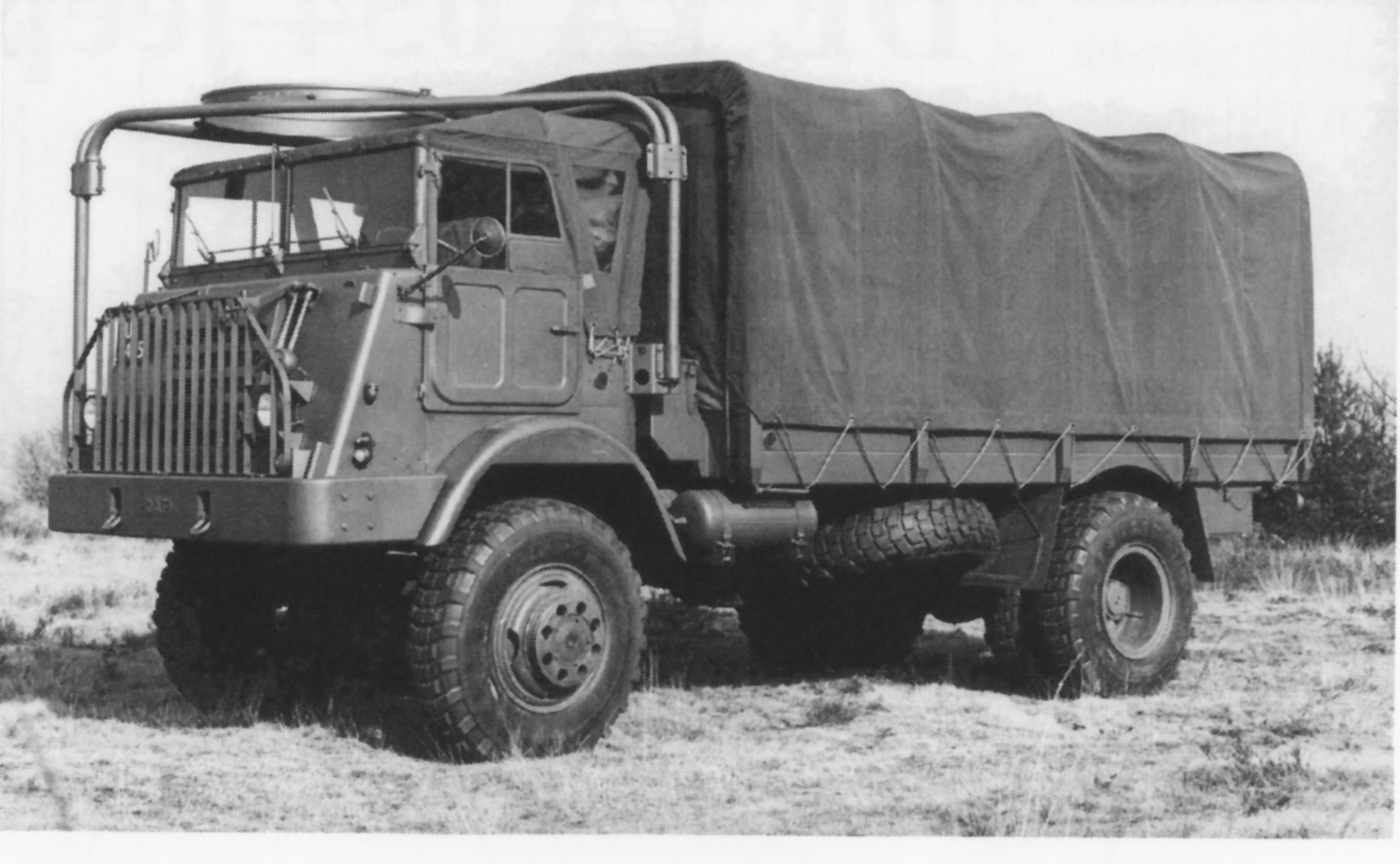
YA 414-prototype van de Pegaso 3045D.

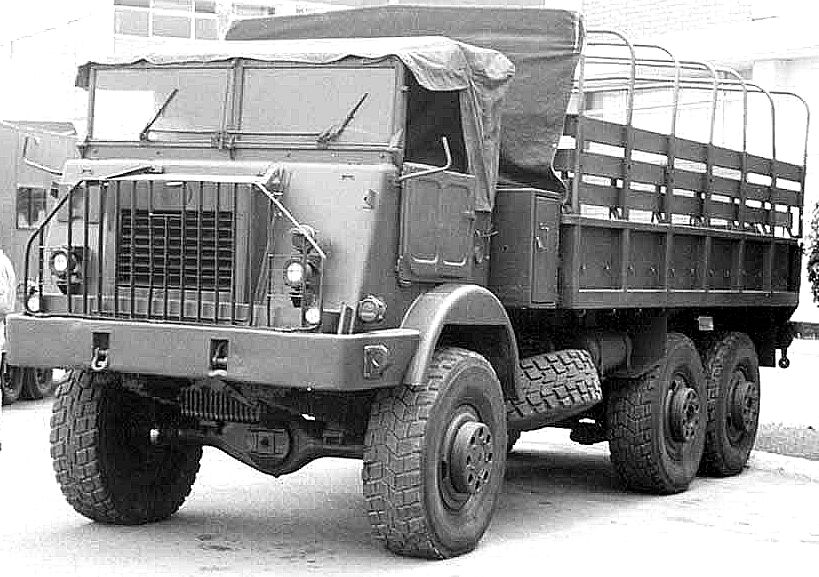
Pegaso 3050 6x6. Laatste doorontwikkeling van de YA 414.

## Geschiedenis
De DAF-fabrieken hadden hun legervoertuigen meerdere malen aan de NAVO-partners gedemonstreerd. In dat kader waren ook regelmatig officieren van de Spaanse Strijdkrachten op werkbezoek geweest. Er ontstond belangstelling voor de DAF YA-314, maar dan met een laadvermogen van vier ton. In 1968 werd besloten tot het bouwen van een prototype.

## Typen
- DAF YA 414
  - Prototype: Met gebruikmaking van de onderdelen van de YA-314 ontstond de YA-414. Na uitgebreide beproevingen werd besloten om de YA-414 onder licentie van DAF te bouwen, in Spanje bij Pegaso, met als type aanduidingen:

- Pegaso 3020 "Todo Terrano"
  - De eerste modellen, gebouwd tot 1970, waren voorzien van een zescilinder DAF benzinemotor en een vijfversnellingsbak.

- Pegaso 3045 D
  - Voorzien van een door Pegaso, onder licentie van Leyland, gebouwde zescilinder dieselmotor van 125 pk met een daaraan gekoppelde zes versnellingsbak. Tevens werden trucks voorzien van dubbellucht op de achteras.
  - Voor het Spaanse Korps Mariniers is een speciale uitvoering van de 3045D gemaakt die een waadvermogen had van twee meter. Daartoe werden het in- en uitlaatsysteem van de motor omhoog gebracht.

- Pegaso 3046 D[5] 
  - Met 170 pk motor.

- Pegaso 3050[5]
  - De laatste doorontwikkeling door Pegaso; een 6 X 6 variant met 220 pk motor die voorzien was van twee (in plaats van een) aangedreven achterassen. Dit was het laatste militaire truckmodel van Pegaso dat gelijkenis vertoont met zijn "stamvader" de YA 414.

Deze Pegaso trucks zijn, door Spanje, ook geleverd aan de legers van: Burkina Faso, Chili en Nicaragua.

## Technische gegevens DAF YA 414[4]
Motor:
- Merk/type: DAF 475BB, 4 takt, vloeistof gekoeld
- Brandstof: Benzine
- Aantal cilinders: 6
- Cyl.Inhoud:4769 cc
- Vermogen:135 pk (of 155 pk[6])

Afmetingen:
- (L x B x H) 6,47 m x 2,48 m x 2,72 m.
- Wielbasis:3,70 m.